# Méteme gol
Méteme Gol  es una serie de televisión estrenada el 22 de febrero de 2011 por la cadena Multimedios Televisión (la primera realizada por esta televisora) la cual fue filmada en Monterrey, Nuevo León y tiene como protagonistas principales a Poncho de Nigris y Carolina Fuentes, la serie constó de 10 capítulos, de los cuales, el último fue transmitido en vivo el 21 de junio de 2011.
El tema musical de esta serie fue Sola interpretado por el cantante Joel Jáuregui.
Supuesta iba a contar con una segunda temporada.

## Sinopsis
Beny Terranova (Poncho de Nigris) es un joven futbolista que un día logra entrar a un equipo de fútbol conocido como “El equipo de la ciudad”, dirigido por el profesor Chaz Carrillo (Ernesto Chavana). María Inés “Chiquis” de la O (Angie González), su novia, es hija de Máximo de la O (Edgar Vivar), un importante empresario de la industria de los dulces. En cierta ocasión, Máximo es asesinado sin que nadie lo sepa, por su esposa Virginia (Carmita Ignarra), quien lo electrocuta mientras tomaba un baño, con el fin de quedarse con toda su fortuna; pero su plan se ve truncado cuando Pucci Cappuccino (Margarito Esparza), el dueño del equipo de la ciudad, le revela que antes de morir, Máximo le había pedido un préstamo millonario; el cual, ella ahora debía pagar con todo lo que tenía. Ante esta situación, Virginia decide que María Inés y Beny deben casarse cuanto antes, ya que Virginia sabe un secreto de él, que es hijo de Pucci, por lo tanto, todo su dinero le pertenece. En medio de todo esto, surge la historia de Concepción Enriqueta de La Garza “Concha Queta” (Carolina Fuentes), una joven, hija de un vendedor de tortas, quien toda su vida había vivido enamorada de Beny y ahora, intentara conquistarlo, haciéndose pasar por el aguador del equipo para estar cerca de él y motivarlo a ser el mejor jugador.

## Reparto
- Poncho de Nigris – Beny Terranova
- Carolina Fuentes – Concepción Enriqueta De La Garza Nieto “Concha Queta” / "Chon"
- Mario Bezares – Lorenzo De La Garza Nieto
- Ernesto Chavana – Profesor Chaz Carrillo
- Carmita Ignarra – Virginia de la O
- Édgar Vivar – Máximo de la O
- Margarito Esparza – Pucciliano “Pucci” Cappuccino
- Hugo Santos – Damián “Resacas” de la O
- Silvia Irabién – Elba Esther de Carrillo
- Mario Vanzzini – Juan Gabriel Bosé
- José Luis Nieto – “La Pulga” Goleadora
- Angie González – María Inés “Chiquis” de la O
- La India Yuridia – Clodomira
- Aleyda Valle – María
- Mirna Balderas – Mamá Té
- Renán Moreno – Ayudante
- Sonia Laura González – Josefa “Pepa” de la Garza Nieto
- Lupita Elizondo – Canderela Mantecón
- Ramsés Alemán – Kaká
- Andrés Quesada – Don Andrés
- Arturo Palacios "Moroco"
- Ivan Fematt "La Mole"
- Oswaldo Martínez "El Pollo"
- José Rodríguez Cruz – Tun Tun
- Alejandro Rosales – Sibidibidi
- Enrique Paez – Detective
- Heliodoro Hinojosa – Ambrosio Carrillo
- Eduardo Manzano – Él mismo
- Mariana Esotérica – Ernesto (Enfermero)
- Viridiana Vélazquez - Reportera
- Said Ventura - Jugador
- Gianni Costantini - Coti